# Urophora spoliata
Urophora spoliata
 es una especie de insecto del género Urophora de la familia Tephritidae del orden Diptera. 
Alexander Henry Haliday la describió científicamente por primera vez en el año 1838.